# ID (álbum)
ID é o segundo álbum de estúdio do cantor brasileiro Sam Alves. Foi lançado em 31 de março de 2015 pela Universal Music. O álbum é produzido por Dalto Max, Gino Martini e William Narine.

## Faixas
| N.º | Título                         | Compositor(es) | Produtor(s) | Duração |  |
| 1.  | "Esse Mistério"                |                |             | 3:26    |  |
| 2.  | "Frágil"                       |                |             | 3:27    |  |
| 3.  | "Nosso Vídeo"                  |                |             | 3:39    |  |
| 4.  | "Messing With Me"              |                |             | 3:06    |  |
| 5.  | "Tired"                        |                |             | 3:47    |  |
| 6.  | "Me Beija (Ser Feliz É Pouco)" |                |             | 3:42    |  |
| 7.  | "Amanhecer"                    |                |             | 3:37    |  |
| 8.  | "I Wanna Fall"                 |                |             | 3:28    |  |
| 9.  | "Message"                      |                |             | 3:28    |  |
| 10. | "Quem Diria"                   |                |             | 3:35    |  |
| 11. | "Não Vou Parar"                |                |             | 4:02    |  |